# Cebrio neapolitanus
Cebrio neapolitanus là một loài bọ cánh cứng trong họ Cebrionidae. Loài này được A. Costa miêu tả khoa học năm 1847.